# Vaccinium brachyandrum
Vaccinium brachyandrum là một loài thực vật có hoa trong họ Thạch nam. Loài này được C.Y. Wu & R.C. Fang miêu tả khoa học đầu tiên năm 1987.